# Darling Violetta
Darling Violetta — дарк-поп-группа, основанная в 1997 году в Лос-Анджелесе, штате Калифорния. Характерной для их музыки является комбинирование дрим-попа с рок-музыкой и виолончелью.
Известность группе принесло использование одной из их песен в американском телесериале «Ангел», а также в двух компьютерных играх, основанных на сеттинге для настольной ролевой игры «Vampire: The Masquerade» — игры «Vampire: The Masquerade – Redemption» (2000 год) и «Vampire: The Masquerade – Bloodlines» (2004 год).

## История
Ками Элен и Джимм Томас начинали с выступлений в кафе и на открытых сценах, играя самостоятельно написанную музыку. После того, как было написано несколько песен, они нашли и других музыкантов — ударника Стива Макмануса и басиста Атто Атти, с которыми основали группу «Darling Violetta». Название группы взято из приветствия, используемого Белом Лугоши в письмах к своей возлюбленной Виолетте Напьерской. За неимением второго гитариста в группу был взят и виолончелист Джерри Сутек.
В феврале 1998 года вышел дебютный альбом группы Bath Water Flowers, который сначала распространялся музыкантами самостоятельно, а затем — калифорнийским лейблом Opaline Records. Вскоре на группу обратил внимание американский сценарист и режиссёр Джосс Уидон, встретивший их в ночном клубе. Впечатлившись их музыкой, он пригласил группу исполнить две песни в одном из эпизодов телесериала «Баффи — истребительница вампиров» (Cure и Blue Sun). Для телесериала «Ангел» — ответвления сериала о Баффи, снимавшегося в период с октября 1999 года по май 2004 года, Darling Violetta написали заглавную песню. Популярность этого сериала значительно отразилась в дальнейшем и на известности группы. К этому прибавились ещё и саундтреки к различным фильмам, например к «Гори, Голливуд, гори».
В феврале 2000 года группа выпустила мини-альбом The Kill You. Одна из песен этого альбома — I Want to Kill You — была использована в компьютерной игре «Vampire: The Masquerade – Redemption», первой части серии игр про вампиров. Во второй части — компьютерной игре «Vampire: The Masquerade – Bloodlines» — была использована песня A Smaller God из выпущенного в феврале 2003 года альбома Parlour.
Несмотря на несколько живых выступлений, группа с тех пор не активна. В 2009 году было объявлено о записи очередного альбома.

## Стиль, влияние
Несмотря на то, что Darling Violetta не является в строгом смысле слова готической группой, и в целом её творчество укладывается в рамки мейнстрима, она получила некоторую популярность среди представителей готической субкультуры.

## Дискография
- Bath-Water-Flowers (1997)
- The Kill You EP (1999)
- Parlour (2003)